# Paraleptophlebia submarginata
Paraleptophlebia submarginata är en dagsländeart som först beskrevs av Stephens 1835.  Paraleptophlebia submarginata ingår i släktet Paraleptophlebia, och familjen starrdagsländor. Arten är reproducerande i Sverige.